# Boonoonoonoos
Boonoonoonoos – 5. album studyjny niemieckiego zespołu Boney M., wydany 28 września 1981.

## Lista utworów
| Opis wersji albumu | Opis wersji albumu                                      | Opis wersji albumu |
| Nr                 | Tytuł                                                   | Długość            |
| ------------------ | ------------------------------------------------------- | ------------------ |
| 1.                 | Boonoonoonoos                                           | 4:37               |
| 2.                 | That's Boonoonoonoos / Train To Skaville / I Shall Sing | 5:56               |
| 4.                 | Silly Confusion                                         | 7:12               |
| 5.                 | Ride To Agadir                                          | 5:09               |
| 6.                 | Jimmy                                                   | 3:52               |
| 7.                 | We Kill The World (Don't Kill The World)                | 6:28               |
| 8.                 | Homeland Africa (Ship Ahoi)                             | 4:20               |
| 9.                 | Malaika                                                 | 2:48               |
| 10.                | Consuela Biaz                                           | 3:50               |
| 11.                | Breakaway                                               | 3:45               |
| 12.                | Sad Movies                                              | 3:22               |
| 13.                | Goodbye My Friend                                       | 5:10               |

## Notowania na listach przebojów
| Kraj     | Lista (rok)       | Najwyższa pozycja |
| -------- | ----------------- | ----------------- |
| Niemcy   | GfK Entertainment | 15                |
| Austria  | Ö3 Austria Top 40 | 14                |
| Holandia | MegaCharts        | 35                |
| Norwegia | VG-lista          | 21                |
| Szwecja  | Sverigetopplistan | 31                |